# Roger Rees
Roger Rees (Aberystwyth, 5 de maio de 1944 — Nova Iorque, 10 de julho de 2015) foi um ator e diretor galês, amplamente conhecido por seu trabalho no teatro. É mais conhecido pela suas atuações como Robin Colcord na série  Cheers e Lorde John Marbury na série The West Wing.
Rees ganhou um Olivier Award e um Tony Award por sua atuação n peça The Life and Adventures of Nicholas Nickleby. Ele também recebeu o prêmio Obie por seu papel na peça The End of the Day e como dirigir a peça Peter and the Starcatcher.